# Epoksidna hidrolaza
Epoksidna hidrolaza (EC 3.3.2.3, epoksidna hidrataza, aren-oksidna hidrataza, benzo(a)piren-4,5-oksidna hidrataza, benzo(a)piren-4,5-epoksidna hidrataza, aril epoksidna hidraza, cis-epoksidna hidrolaza, trans-stilbensko oksidna hidrolaza, ksenobiotsko epoksidna hidrolaza) je enzim sa sistematskim imenom epoksidna hidrolaza. Ovaj enzim katalizuje sledeću hemijsku reakciju
epoksid + H2O {\displaystyle \rightleftharpoons } glikol
Ovaj enzim deluje na mnoštvo epoksidnih i arenskih oksida.

## Spoljašnje veze
- Epoxide+hydrolase на 